# Мутал
Мута́л (баш. Мотал) — деревня в Куюргазинском районе Башкортостана, входит в состав Шабагишского сельсовета.

## География
Пруд Муталовский и р. Кутуй.

## История
Официально образована в 2006 году (Закон Республики Башкортостан от 21.06.2006 г. № 329-З «О внесении изменений в административно-территориальное устройство Республики Башкортостан в связи с образованием, объединением, упразднением и изменением статуса населенных пунктов, переносом административных центров», ст. 1).

## Население
| 2009 | 2010 |
| ---- | ---- |
| 2    | ↗4   |

## Географическое положение
Расстояние до:
- районного центра (Ермолаево): ? км,
- центра сельсовета (Шабагиш): ? км,
- ближайшей ж/д станции (Кумертау): ? км.